# Lijst van wielrenners
Een wielrenner (kortweg: renner) is iemand die de wielersport beoefent. Het vrouwelijk equivalent van wielrenner is wielrenster. 
Hieronder volgt een op achternaam gesorteerde alfabetische lijst van (bekende) wielrenners. Deze is van A tot en met Z opgesplitst in subpagina's, die via onderstaande links te openen zijn. Veel renners hebben een of meer bijnamen, die tussen haakjes cursief achter de namen zijn vermeld.